# Spongodes ilex
Spongodes ilex är en korallart som först beskrevs av Thomson och Dean 1931.  Spongodes ilex ingår i släktet Spongodes och familjen Nephtheidae. Inga underarter finns listade i Catalogue of Life.